# Kenneth Walsh
Kenneth Marshall „Ken” Walsh (ur. 11 lutego 1945 w Orange) – amerykański pływak. Trzykrotny medalista olimpijski z Meksyku i były rekordzista świata.
Specjalizował się w stylu dowolnym. Igrzyska w 1968 roku były jego jedyną olimpiadą. Był członkiem dwóch zwycięskich sztafet amerykańskich, obie pobiły rekord świata. Indywidualnie zajął drugie miejsce na dystansie 100 metrów kraulem. Był również medalistą igrzysk panamerykańskich (1967) oraz uniwersjady.